# Stay in my life
Stay in my life is een single van The Cats die werd uitgebracht in 1983.
Na het succes van La diligence besloten de Cats-leden opnieuw samen de draad op te pakken. De single Stay in my life was het eerste nummer dat erna verscheen. Verder werd er een nieuwe elpee uitgebracht, Third life (de titel verwijst naar de comeback), waar ook Stay in my life op verscheen. Piet Veerman schreef Stay in my life samen met Marnec. 
De B-kant van de single, Silent breeze, was een gezamenlijk nummer van Marnec en de bandleden Piet Veerman, Cees Veerman, Jaap Schilder en Theo Klouwer.

## Hitnotering
Nadat de single twee weken in de Tipparade had gestaan, kwam het in de Top 40 terecht. De single bereikte nummer 20 als hoogste notering en bleef vijf weken in deze hitlijst staan. In de Single Top 100 kwam het op plaats 17 terecht. In België was het in tegenstelling tot eerdere singles geen succes.

### Nederlandse Top 40
| Positie: | 35 | 22 | 20 | 24 | 36 | uit |

### NederlandseMega top 50
| Positie: | 45 | 25 | 17 | 19 | 27 | 47 | uit |